# Асиларык
Асиларык (каз. Әсіларық, до 2000 г. — Крупское) — село в Сайрамском районе Туркестанской области Казахстана. Входит в состав Кайнарбулакского сельского округа. Код КАТО — 515249400.

## Население
В 1999 году население села составляло 1035 человек (521 мужчина и 514 женщин). По данным переписи 2009 года, в селе проживало 1287 человек (660 мужчин и 627 женщин).